# W·O·本特利
沃尔特·欧文·本特利（Walter Owen Bentley，1888年9月16日—1971年8月13日），英国工程师，宾利汽车公司创始人。